# Incidente dell'Avro 688 di BSAA del 1949
Star Ariel (registrazione G-AGRE) era un aereo passeggeri Avro Tudor Mark IVB di proprietà e gestito dalla British South American Airways (BSAA) che scomparve senza lasciare traccia sopra l'Oceano Atlantico durante un volo tra le Bermuda e Kingston, Giamaica, il 17 gennaio 1949.
La perdita dell'aereo, insieme a quella del BSAA Avro Tudor Star Tiger nel gennaio 1948, rimane irrisolta, con le conseguenti speculazioni che contribuiscono a sviluppare la leggenda del Triangolo delle Bermuda.

## Antefatto
La British South American Airways (BSAA) era una compagnia aerea creata da ex piloti della Seconda Guerra Mondiale nel tentativo di fornire servizi sulle rotte commerciali e passeggeri sudamericane precedentemente non sfruttate. Originariamente denominata British Latin American Air Lines (BLAIR), fu separata dalla British Overseas Airways Corporation (ora British Airways) per operare sulle rotte del Sud Atlantico. Iniziò i servizi transatlantici nel marzo 1946, con un Avro Lancastrian che effettuò il primo volo operativo dall'Aeroporto di Londra-Heathrow. La compagnia aerea operava principalmente con aerei Avro: York, Lancaster e Tudor, e volava alle Bermuda, alle Indie occidentali e alla costa occidentale del Sud America.

## Volo
Lo Star Ariel era una delle tre versioni ingrandite e migliorate dell'Avro Tudor, designate Mark IV. Il 17 gennaio 1949, la Star Ariel era in attesa di istruzioni di volo a Kindley Field, Bermuda, senza passeggeri. Nel frattempo, il BSAA Tudor G-AHNK Star Lion ha subito un guasto al motore durante l'avvicinamento alle Bermuda, atterrando senza incidenti. Lo Star Ariel è stato prontamente messo in servizio per portare i passeggeri del G-AHNK alla loro destinazione Kingston, Giamaica.
Lo Star Ariel è decollato alle 08:41 con sette membri dell'equipaggio e tredici passeggeri. Le condizioni meteorologiche erano eccellenti e il suo pilota in comando, il capitano John Clutha McPhee (ex della Royal New Zealand Air Force), decise di effettuare un volo ad alta quota per trarne vantaggio.

## Scomparsa e ricerche
Non furono ricevuti altri messaggi da Star Ariel e Kingston alla fine la riferì in ritardo.
La ricerca dello Star Ariel iniziò con un altro Tudor IV, G-AHNJ Star Panther. In precedenza era atterrato a Nassau, ora aveva fatto rifornimento ed era decollato alle 15:25 per volare sulla rotta dello Star Ariel, tagliarla in due e seguirla fino alle Bermuda. Un altro aereo è decollato dalle Bermuda, ha volato per 800 km, quindi ha effettuato una ricerca su reticolo di 16 km fino al ritorno. Una task force della Marina statunitense guidata dalla corazzata USS Missouri e comprendente le portaerei USS Kearsarge e USS Leyte ha collaborato alla ricerca, che nei giorni successivi si è estesa a dozzine di navi e diversi aerei.
Entro il 19 gennaio la ricerca era stata ampliata a un'area di 140.000 km2 a sud-ovest delle Bermuda. Il maggiore dell'USAF Keith Cloe, che era stato incaricato, ha detto che la ricerca sarebbe continuata fino al 22 gennaio e sarebbe stata estesa se fossero state ricevute segnalazioni di detriti. La ricerca fu finalmente abbandonata il 23 gennaio, con gli aerei provenienti da Kindley Field che avevano volato per oltre 1.000.000 di miglia (1.600.000 di km). Non era stato trovato alcun segno di detriti, chiazze di petrolio o rottami.

## Indagine
Un rappresentante dell'Ispettore Capo degli Incidenti partì per le Bermuda il 18 gennaio 1949.
È stato rivelato che non c'era stato maltempo, nessuno dei bollettini meteorologici indicava condizioni anomale e la possibilità di marcate turbolenze d'aria limpida era quasi nulla. Non c'erano nuvole sopra i 3.000 m (10.000 piedi) sull'intero percorso dell'aereo.
Tuttavia, nonostante il bel tempo, la giornata in questione aveva sofferto di problemi di comunicazione che andavano dall'elettricità statica alla scarsa ricezione fino ai blackout completi durati fino a 10 minuti che andavano e venivano, colpendo selettivamente alcuni aerei che chiamavano determinate stazioni da diverse angolazioni. Il problema di comunicazione è durato quasi esattamente per tutto il tempo in cui la Star Ariel sarebbe stata in volo, sollevandosi definitivamente intorno alle 13:07.
Questo è stato studiato, insieme al passaggio di McPhee alla frequenza di Kingston che è stata considerata precoce, poiché all'epoca era ancora vicino alle Bermuda. Si riteneva possibile che una trasmissione di soccorso su quella frequenza non fosse stata udita, data la distanza dell'aereo da Kingston.

### Conclusioni
Il 21 dicembre 1949 il rapporto dell'inchiesta fu pubblicato dall'ispettore capo degli incidenti, Air Commodore Vernon Brown, CB, OBE, MA, FRAeS. In esso affermava che "per mancanza di prove poiché non sono stati trovati rottami, la causa dell'incidente è sconosciuta".
Brown ha affermato che non c'erano prove di difetti o guasti in qualsiasi parte dell'aereo prima della sua partenza dalle Bermuda. Il peso a terra ed il baricentro erano entro i limiti prescritti; era stata effettuata un'ispezione giornaliera; il pilota aveva esperienza sulla rotta; l'ufficiale radiotelegrafista era molto esperto ed esperto anche sul percorso; siano state mantenute buone comunicazioni radio con l'aeromobile fino alla ricezione del suo ultimo messaggio inclusa; non ci sono state complicazioni meteorologiche e uno studio dei bollettini meteorologici non ha motivo di credere che l'incidente sia stato causato da condizioni meteorologiche. Non c'erano nemmeno prove di sabotaggio, anche se Brown ha affermato che la possibilità di ciò non poteva essere del tutto eliminata.
È stato accettato che le comunicazioni radio fossero scarse durante il primo pomeriggio e peggiorassero tra le 16:00 e le 17:00, ma Brown ha detto che sembrava strano che il personale della BSAA a Kingston non avesse fatto alcun tentativo per scoprire se si fosse sentito qualcosa dell'aereo. fino a 2 ore e 28 minuti dopo la sua ultima trasmissione radio. Kingston inoltre non tentò di stabilire un contatto con l'aereo fino alle 17:10 né di informarsi se avesse preso contatto con Nassau o New York o qualsiasi altra stazione radio.

## Conseguenze
Come risultato della perdita, la BSAA ritirò dal servizio tutti e cinque i restanti Tudor IV fino a quando ciascuno non fu stato esaminato. La compagnia dovette affrontare problemi nel mantenere i propri servizi, poiché era difficile trovare aerei di portata sufficiente, e prese in considerazione il noleggio di Avro Lancaster.
Don Bennett, che era stato licenziato dalla BSAA nel 1948 quando si oppose ad un'indagine giudiziaria sulla perdita dello Star Tiger, in seguito affermò che sia lo Star Tiger che lo Star Ariel erano stati sabotati e che "un noto sabotatore registrato in guerra" era stato visto vicino allo Star Tiger poco prima del suo ultimo decollo. Ha anche affermato che il primo ministro Clement Attlee aveva ordinato di abbandonare tutte le indagini sugli incidenti.
Gli aerei Tudor IV furono convertiti per l'uso merci, ma Bennett ne fece ripristinare due per l'uso passeggeri, e uno di questi, G-AKBY Star Girl, si schiantò vicino a Cardiff nel marzo 1950 con la perdita di 80 vite umane, all'epoca il peggior incidente aereo in Gran Bretagna. Da un'indagine è emerso che la causa è un caricamento errato.
Una teoria del 2009 è che la cattiva progettazione del riscaldamento della cabina del Tudor IVB avrebbe potuto contribuire alla perdita dell'aereo. Secondo Don Mackintosh, ex pilota della BSAA Tudor IV, e il capitano Peter Duffey, ex pilota della BSAA, anche il riscaldamento della cabina, situato sotto il pavimento della cabina di pilotaggio, era posizionato vicino ai tubi idraulici. Ciò significava che il vapore idraulico avrebbe potuto fuoriuscire ed entrare in contatto con il riscaldatore caldo, provocando un incendio o un'esplosione. Eric Newton, un investigatore di incidenti aerei che ha esaminato il caso della BSAA Star Ariel, ha concluso che un simile evento avrebbe potuto diventare rapidamente catastrofico: "Se il riscaldatore avesse preso fuoco sotto le assi del pavimento, allora avrebbe potuto svilupparsi in uno stato catastrofico prima che l'equipaggio sapesse qualcosa al riguardo. Non c'era un estintore automatico per spegnerlo come ce ne sono oggi. Non c'era nessun allarme nel luogo in cui era conservata la stufa... quindi nessuno lo avrebbe saputo, forse finché non fosse stato troppo tardi."